# Health Canada
Health Canada (HC, englisch) bzw. wegen der staatlichen kanadischen Zweisprachigkeit gleichberechtigt auch Santé Canada (SC, französisch) ist der Name des Gesundheitsministeriums von Kanada mit Hauptsitz in Ottawa.
Im 29. Kanadischem Kabinett von Justin Trudeau ist seit dem 26. Juli 2023 ist Mark Holland als Minister für das Gesundheitsministerium verantwortlich. Er folgt damit Jean-Yves Duclos, welcher diesen Posten seit 2021 innehatte und selber Patricia Hajdu, Gesundheitsministerin seit 2019, abgelöst hatte.
Ebenfalls seit dem 26. Oktober 2023 ist Ya’ara Saks stellvertretende Gesundheitsministerin und Ministerin für psychische Gesundheit (Minister of Mental Health and Additions). Diese löste Carolyn Bennett, Ministerin seit 2021, ab.

## Aufgaben
Health Canada ist mit allen Bereichen der öffentlichen Gesundheitsfürsorge befasst, z. B.:
- Arzneimittel
- Betäubungsmittel
- Medizinprodukte
- Nahrungsmittel
- Sicherheit von Konsumgütern
- Kosmetika

## Ziele
Health Canada soll, in Kooperation mit anderen Organisationen, insbesondere den Behörden der kanadischen Provinzen und Territorien:
- Risiken für die Gesundheit des Einzelnen reduzieren
- Einen gesünderen Lebenswandel fördern
- Langfristig Prävention, Gesundheitsförderung und Gesundheitsschutz verbessern
- Ungleichheiten der Gesundheitsfürsorge in der kanadischen Gesellschaft vermindern
- Gesundheitsinformationen bereitstellen.